# Beeltjens

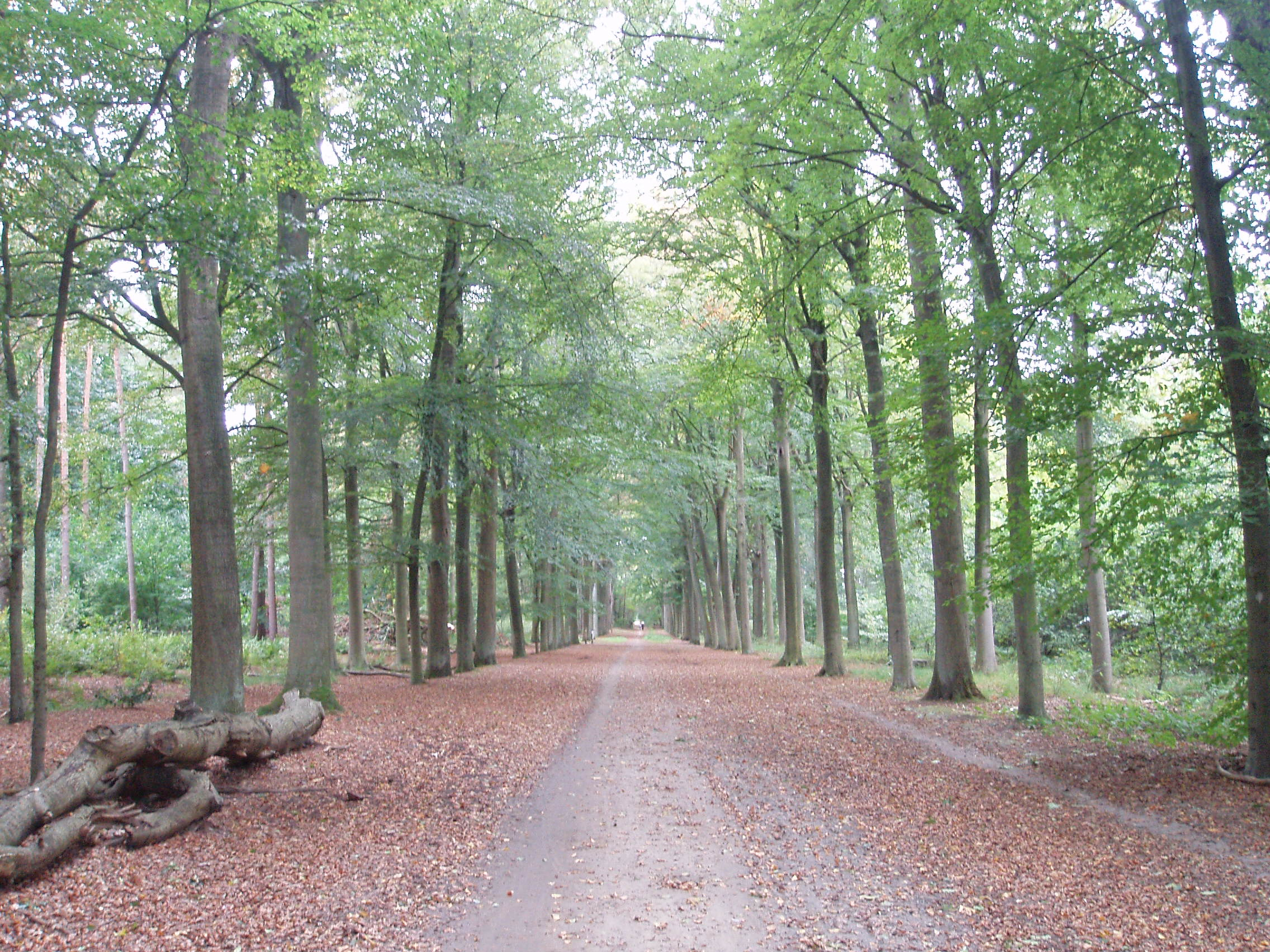
De Beeltjens

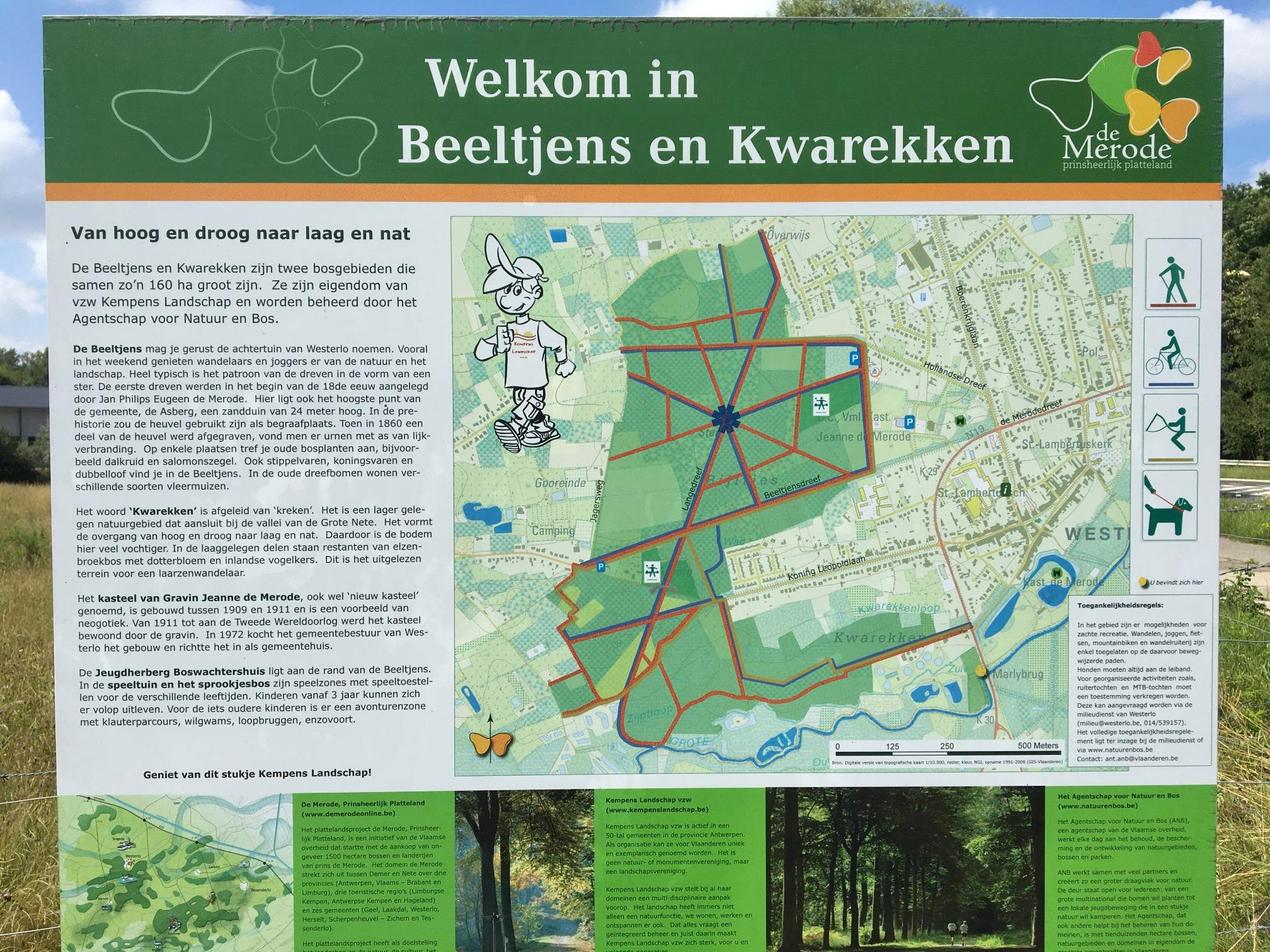
Informatiebord

De Beeltjens is een bos- en recreatiegebied van 145 ha in de Belgische gemeente Westerlo. Het gebied is vrij toegankelijk voor het publiek en wordt doorsneden door verschillende wandelpaden zoals de Europese wandelroute E2. De Beeltjens zijn vooral bekend voor de grote hoeveelheid aan naaldbomen zoals grove den, corsicaanse den, lork en fijnspar. De Beeltjens grenst in het zuiden aan het kleinere natuurgebied Kwarekken.

## Beschrijving
De eerste dreven in de Beeltjens werden aangelegd in het begin van de 18de eeuw door Jan Philips Eugeen de Merode. Deze dreven werden aangelegd in een typisch sterpatroon. In de Beeltjens ligt het hoogste punt van de gemeente Westerlo, de Asberg. Dit is een zandduin van 24 meter hoog die in de prehistorie zou gebruikt zijn als begraafplaats. In 1860 werd een deel van de heuvel afgegraven en vond men urnen met as van lijkverbranding. Deze heuvel werd vroeger ook wel Alverberg genoemd, naar de Alfen of Elfen die hier zouden geleefd hebben.

## Recreatie
Het gebied is vooral populair bij wandelaars en joggers.